# Cerrado amazônico
O Cerrado Amazônico (NT0707) é uma ecorregião no sul da Venezuela, Guiana e Suriname e no norte do Brasil, onde é conhecido como lavrado. Está no bioma amazônico. O cerrado cobre uma área de planícies onduladas no Escudo das Guianas, entre as bacias do Amazonas e do Orinoco. Inclui áreas florestais, mas estas estão a diminuir constantemente devido ao efeito de incêndios frequentes, acidentais ou deliberados. A ecorregião inclui a região de Gran Sabana, na Venezuela.

## Localização

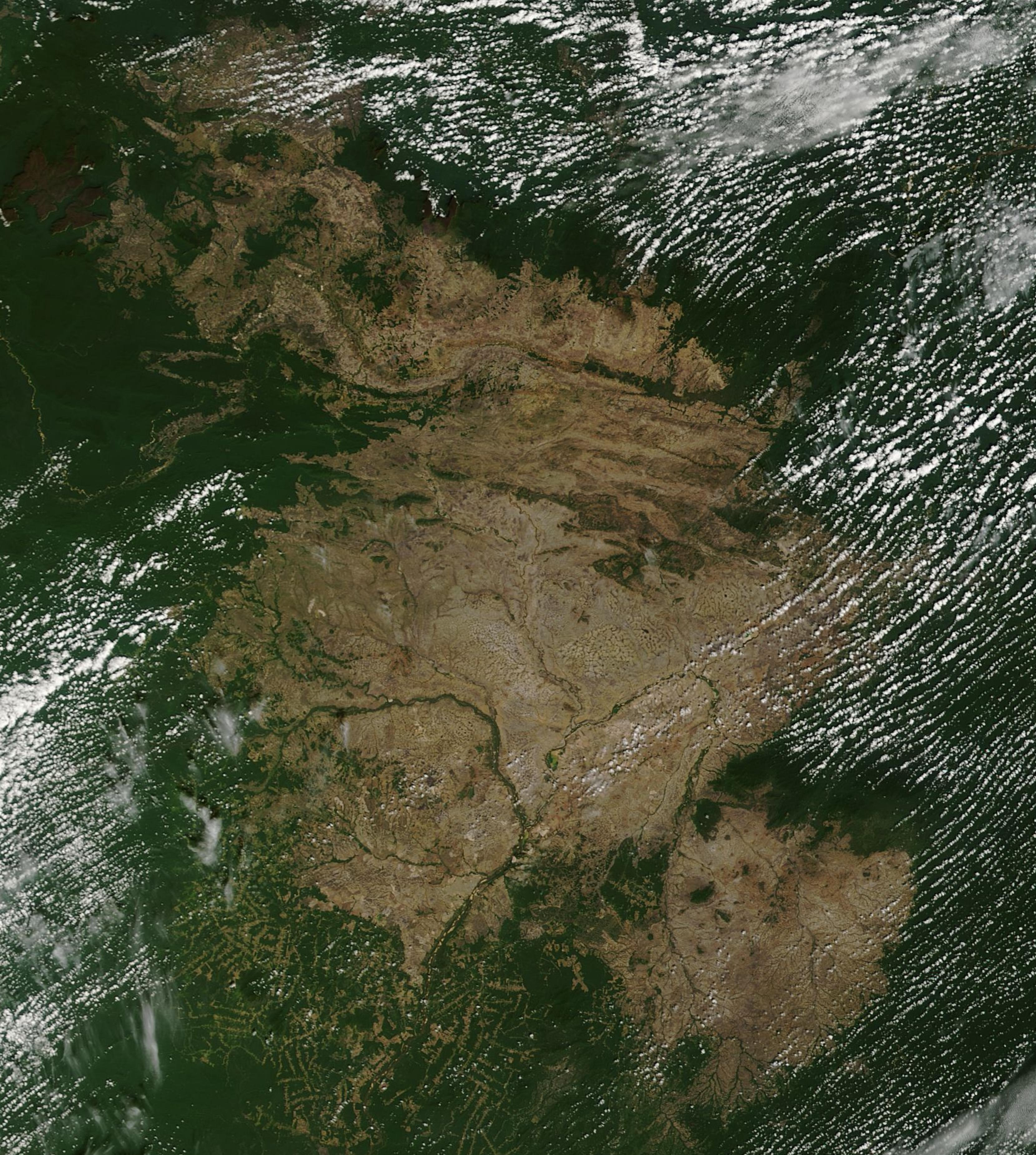
Imagem de satélite da seção principal

A ecorregião inclui três grandes áreas não conectadas, totalizando 10 437 652 hectares . A seção principal fica no sudeste da Venezuela, no estado brasileiro de Roraima e no oeste da Guiana. Ao sudeste, uma seção menor fica no norte do estado brasileiro do Pará, estendendo-se até o sul do Suriname. A seção mais oriental e menor fica no estado brasileiro do Amapá, estendendo-se ao norte de Macapá. Existem pequenos fragmentos isolados ao norte da seção principal, no sopé do Pacarima, na Guiana. A seção principal inclui a região da Gran Sabana, na Venezuela.
Todas as três seções são adjacentes à ecorregião de florestas úmidas de Uatuma-Trombetas ao sul. O trecho mais oriental confina com a várzea do Marajó a leste, na foz do rio Amazonas. A ecorregião das florestas úmidas da Guiana fica a leste da seção principal e ao norte das outras duas seções. A seção principal fica ao lado do sopé da Guiana e da ecorregião de florestas úmidas de planície a oeste. A parte norte da seção principal é adjacente a áreas da floresta úmida das Terras Altas das Guianas e às ecorregiões dos tepuis.

## Físico
As pastagens ficam entre as bacias dos rios Amazonas e Orinoco. Esta ecorregião cobre planícies montanhosas suavemente onduladas da formação Roraima, sedimentos que se sobrepõem ao antigo embasamento do Escudo das Guianas da era Pré-cambriana . Os solos são tipicamente latossolos altamente intemperizados, com baixo teor de matéria orgânica e nutrientes e muitas vezes ricos em compostos tóxicos de alumínio.  A parte norte da seção principal da ecorregião fica na bacia oriental do Orinoco, e é drenada pelo alto rio Caroní, conhecido como Kuquenán, o rio Yuruaní e o rio Arabopó . As partes sul e leste do trecho principal estão na bacia do rio Branco . Os rios são rios de águas negras, ácidos e muito pobres em nutrientes. 

## Clima
A classificação climática de Köppen é "Am": equatorial, monções.  As temperaturas são relativamente estáveis ao longo do ano, ligeiramente mais frias em Julho e ligeiramente mais quentes em Novembro. As temperaturas médias variam de um mínimo de 21,5°C até um máximo de 31°C com uma temperatura média de 26°C . A precipitação média anual é de cerca de 2 000 milímetros . A precipitação média mensal varia de 55,3 milímetros em novembro para 376,2 milímetros em junho.  Há ventos alísios de nordeste e sudeste durante a maior parte do ano. A umidade relativa do ar é geralmente alta, com níveis médios anuais de 75–85%. 

## Ecologia
A ecorregião do cerrado amazónico está no reino Neotropical e no bioma de pastagens tropicais e subtropicais, cerrados e matagais . 

### Flora
A ecorregião do cerrado amazónico contém pastagens relativamente intactas dentro de uma área de floresta tropical e tepuis de arenito.  O cerrado amazónico  contém o mosaico de pastagens e manchas de árvores da Gran Sabana . Existem florestas contínuas na base dos tepuis, e manchas de floresta ou de arbustos em outros locais cercados por amplas áreas de pastagens geralmente livres de arbustos ou árvores. Algumas áreas possuem prados arbustivos. Os riachos que cortam a região passam por matas de galeria.  Existe um baixo nível de endemismo em comparação com os Tepuis da Guiana. No entanto, a ecorregião é importante como refúgio de plantas e centro de dispersão de plantas. 204 espécies foram registradas na Serra de Lema e Cerro Venamo venezuelanos, incluindo espécies endêmicas em pântanos na cerrado aberto, em terras rochosas secas e nas florestas em diferentes níveis. 

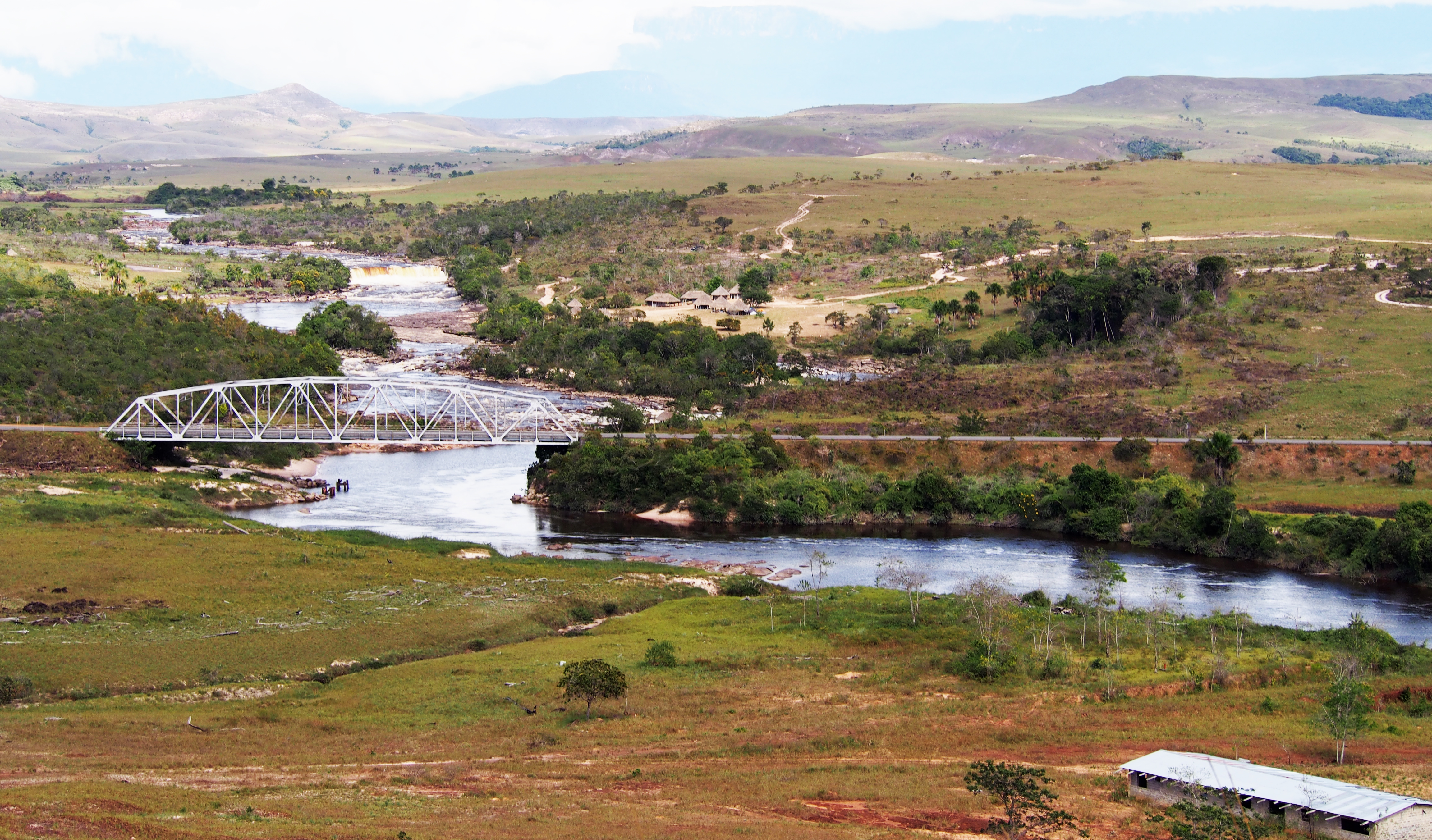
Rio Yuruani

As espécies comuns nos cerrados são Euphorbia guianensis, Humiria balsamifera, espécie Clusia, espécie Calliandra, espécie Chamaecrista, Bonnetia sessilis, espécie Myrcia, e Ternstroemia pungens . Espécies comuns nos cerrados abertas são Axonopus pruinosus, Axonopus kaietukensis, Trachypogon plumosus, Echinolaena inflexa, Bulbostylis paradoxa, Rhynchospora globosa e Hypolytrum pulchrum . As espécies comuns nas cerrados de palmeiras são Hypogynium virgatum, espécies Andropogon, espécies Panicum, Byttneria genistella, Miconia stephananthera, Mahurea exstiputata e Mauritia flexuosa . As espécies comuns nas campinas são Chalepophyllum guianense, Digomphia laurifolia, Tococa nitens e Poecilandra retusa . 

### Fauna
A maioria das aves endêmicas do planalto da Guiana ou encontradas na Gran Sabana. Estes são encontrados principalmente na floresta úmida no sopé acima de 600 metros . Eles incluem o tepui swift ( Streptoprocne phelpsi ), o tepui goldenthroat ( Polytmus milleri ) e a carriça tepui ( Troglodytes rufulus ).  Aves ameaçadas de extinção incluem o periquito-do-sol ( Aratinga solstitialis ), o formigueiro-do-rio-branco ( Cercomacra carbonaria ), o comedor-de-barriga-amarela ( Sporophila nigricollis ) e o espinheiro-de-garganta-cinzenta ( Synallaxis kollari ). 
Os mamíferos ameaçados incluem o saquê-de-barba-preta ( Chiropotes satanas ) e a ariranha ( Pteronura brasiliensis ).  Existem relativamente poucas rãs endêmicas quando comparadas aos tepuis. A maioria das espécies endêmicas são encontradas na floresta La Escalera, e incluem Anomaloglossus parkerae, Stefania scalae, Scinax danae, Tepuihyla rodriguezi, e Pristimantis pulvinatus . A perereca amazônica de Rodriguez ( Tepuihyla rodriguezi ) é encontrada em cerrados e em alguns tepuis. Scinax exiguus e Leptodactylus sabanensis são encontrados apenas em cerrados. 

## Status

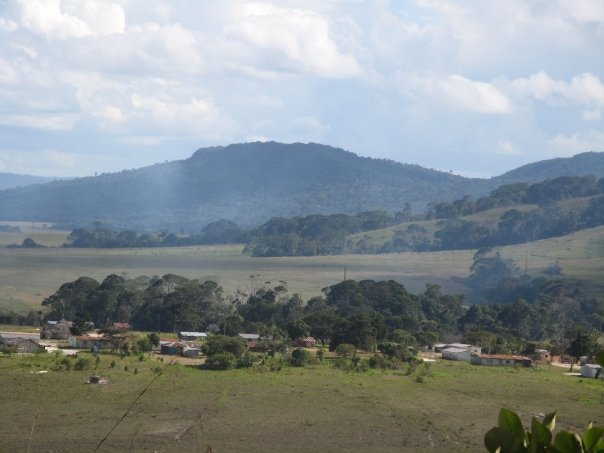
Gran Sabana en el Parque Nacional Canaima, Estado Bolívar - Venezuela

O World Wildlife Fund atribui à ecorregião o status de "Vulnerável". O cerrado está substituindo as florestas devido aos incêndios frequentes e aos solos pobres.  Isto está a fazer com que alguns dos pequenos riachos se tornem intermitentes na estação seca, afetando os anfíbios. A fumaça das queimadas pode estar criando um efeito estufa, intensificando o calor e os danos causados pelas queimadas. A mineração de ouro e diamantes causa poluição por mercúrio. 
50,35% da ecorregião está em áreas protegidas.  A Gran Sabana venezuelana está contida nos 30 000 quilômetros quadrados Parque Nacional Canaima. Outras partes da ecorregião são protegidas pelos  1160 quilómetros quadrados  Parque Nacional Monte Roraima no Brasil e Parque Nacional da Serra do Tumucumaque .  O Cerrado do Sipaliwini, no Suriname, faz fronteira e é uma extensão do Parque Nacional Tumucumaque. São 1 000 quilómetros quadrados área protegida desde 1972. Os 13 000 quilómetros quadrados O cerrado do  Rupununi na Guiana não tem status oficial de área protegida em 2020.